# Villa Decani
Villa Decani, già Decani (in sloveno Dekani, già Pasja Vas) è un insediamento (naselje) di Capodistria di 1 612 abitanti, situato nella valle del Risano, a sette chilometri dal confine italiano, a cui afferiscono anche gli agglomerati di Brtuči, Fratovec, Hribec, Mihati, Lazzaretto (Miši), Na Vardi, Postaja, Rožinči, Robida e Škrlače.

Il centro abitato sorge in un terrazzamento ai piedi del colle di Antignano (Tinjan), in posizione riparata dalla bora, grazie alle tre cime del Monte delle Zare o Zarovac (Strzar), che si eleva a un'altitudine di 242 m s.l.m.

## Storia
Nel 177 a.C. le truppe romane penetrarono in Istria fino ad arrivare a Nesazio, la capitale degli Histri.

Dopo la caduta dell'Impero romano d'Occidente, e la parentesi del Regno ostrogoto fino al 539, in Istria si insediarono i bizantini che in seguito subirono la penetrazione temporanea nella penisola dei Longobardi. Dopo una parentesi di dominazione longobarda dal 751 ad opera del loro re Astolfo, l'Istria tornò in mano bizantine dal 774.
Nel 788 Carlo Magno, re dei Franchi, occupò l'Istria inglobandola nel Regnum Italiae affidato da Carlo al figlio Pipino; nell'803 venne istituita la Marchia Austriae et Italiae che comprendeva il Friuli, la Carinzia, la Carniola e l'Istria. Alla morte di Pipino nell'810, il territorio passò in mano al figlio Bernardo.
Con la morte di Carlo Magno nell'814 la carica imperiale passò a Ludovico I; questi, dopo aver deposto il nipote Bernardo, affidò poi il Regnum Italiae al suo primogenito Lotario, il quale già nell'828 (dopo aver deposto Baldrico, ultimo duca del Friuli, per non aver saputo difendere le frontiere orientali dagli Slavi) divise la parte orientale del Regno, ossia la Marca Orientale, in quattro contee: Verona, Friuli, Carniola e Istria (comprendente il Carso e parte della Carniola interna). 
In seguito al Trattato di Verdun, nell'843, il suo territorio entrò a far parte della Francia Media in mano a Lotario I e più specificatamente dall'846 della Marca del Friuli, in mano al marchese Eberardo a cui succedettero prima il figlio Urnico e poi l'altro figlio Berengario; anche dopo i trattati di Prüm e Meerssen rimase nel Regnum Italicum.
Cessato il dominio franco con la deposizione di Carlo il Grosso, Berengario, divenuto re d'Italia, passò il marchesato aquileiese al suo vassallo Vilfredo che venne poi nell'895 da lui nominato marchese del Friuli e dell'Istria.
Nel 952 l'imperatore Ottone I obbligò il re d'Italia Berengario II a rinunciare alle contee “Friuli et Istria”, unendole al Impero romano-germanico e subordinandole al Ducato di Baviera tenuto dal suo fratellastro Enrico I a cui succedette il figlio Enrico II. Nel 976 l'Istria passò al Ducato di Carinzia appena costituito dall'imperatore Ottone II.
Nel 1040, dopo la morte l'anno prima di Corrado II, Enrico III di Franconia fece dell'Istria una marca a sé, per dare a questa provincia un'organizzazione più adatta alla difesa e per indebolire i duchi di Carinzia, ai quali l'Istria era sottomessa. La nuova marca istriana divenne così “provincia immediata e feudo diretto dell'Impero”, L'autorità marchionale della nuova Marchia et Comitatus Histriae venne pertanto conferita dall'imperatore al conte Volrico od Urlico I della casa Weimar – Orlamünde. Tutta la valle del Risano infatti passò al marchese d'Istria ad eccezione di Cristoglie che già dal 1028 fu donato da Corrado II ai patriarchi di Aquileia.
Morto il marchese Urlico I, nel 1070 l'imperatore Enrico IV cedette il marchesato d'Istria a Marquardo III di Eppenstein; Marquardo III, duca di Carinzia, aveva sposato Edvige o Haldemud, figlia di Wilpurga e Variento, duca del Friuli e signore di Gorizia, dal quale ereditò le signorie isontine.

Nel 1077 l'imperatore Enrico IV costituì il Principato ecclesiastico di Aquileia che ebbe influenza, mediante apposito diploma emesso lo stesso anno, anche sulla marca di Carniola e sulla contea dell'Istria.

Fu così che la bassa valle del Risano passò in mani patriarcali.
Nel 1279 il territorio di Villa Decani, insieme a quello della vicina Capodistria, venne annesso alla Repubblica di Venezia (tale situazione venne poi confermata dal Trattato di Treviso del 1291) e divenne di proprietà della famiglia De Cano, alla quale appartenne fino alla fine del Quattrocento. 

In seguito alle pestilenze del 1348 e del 1361, nella bassa valle del Risano, si insediarono le prime comunità slovene.
Rispetto agli altri abitati della valle, Villa Decani è di origine più recente: sorse soltanto nel 1480, quando il Senato veneziano decretò il diritto a stabilirvisi a Giovanni Ducaino, uno dei signori di San Servolo, proveniente da Scutari, nell'attuale Albania.
Nei primi decenni del XVI secolo, durante la Guerra della Lega di Cambrai, il paese fu devastato e saccheggiato sia dalle truppe veneziane sia da quelle austriache.
Caduta la Serenissima, con la Pace di Presburgo seguì il destino degli ex possedimenti veneziani entrando per un breve periodo nel Regno d’Italia napoleonico.
Col Trattato di Schönbrunn del 1809 entrò a far parte delle Province Illiriche per entrare poi per la prima volta in mano austriaca col Congresso di Vienna nel 1815 nel Regno d'Illiria come Villa Decani; passò in seguito sotto il profilo amministrativo al Litorale austriaco nel 1849 come comune autonomo con la denominazione di Decani.
Dopo la prima guerra mondiale rimase capoluogo comunale, riprendendo la denominazione Villa Decani, nella Provincia dell’Istria.
Sotto il fascismo, nel 1932 dinanzi alla sede comunale si riunirono centinaia di agricoltori che manifestavano a favore dell'utilizzo della lingua madre, dell'abbassamento delle imposte e della riduzione dei debiti.
Fu soggetta alla Zona d'operazioni del Litorale adriatico (OZAK) tra il settembre 1943 e il maggio 1945. Fin dal giugno 1945, trovandosi a sud della Linea Morgan, entrò nella zona ad amministrazione jugoslava e, a seguito del Trattato di Parigi, nel 1947 a far parte della zona B del Territorio Libero di Trieste fino al 1954 quando passò alla Jugoslavia.
Dopo il 1954 nel fondovalle del Risano, iniziarono a sorgere le prime industrie dei settori metallurgico, chimico e caseario. 

Nel 1965 venne istituito il decanato di Villa Decani, contenente le parrocchie dei precedenti decanati di Dolina e Ospo, cioè quelle che vennero assegnate alla Jugoslavia in seguito alla Conferenza di Pace del 1947. Attualmente esso comprende le parrocchie di:
- Monte di Capodistria (Smarje)
- Paugnano (Pomjan)
- Piedimonte del Tajano (Podgorje)
- Pregara (Pregara)
- Prelocca (Predloka)
- Socerga (Sočerga)
- Toppolo (Topolovec)
- Valmorasa (Movraž)
- Villa Decani (Dekani)

Dal 1991 fa parte della Slovenia.

## Monumenti e luoghi d'interesse
La chiesa del luogo, consacrata nel 1492 alla Beata Vergine Assunta, fu eretta nel 1229 e ristrutturata nel 1491 in stile gotico. L'edificio, in pietra arenaria, presenta facciata dipinta e tetto in pietra, mentre, all'interno, l'abside è poligonale e decorata da affreschi analoghi a quelli di Cristoglie (Hrastovlje). Nel 1902 la chiesa fu ampliata e ristrutturata e, nel 1944, il pittore e incisore sloveno Tone Kralj dipinse la pala dell'altare maggiore e del presbiterio, ai lati della statua antica di san Cirillo e Metodio. Sono tuttora conservati due altari barocchi. 
 
Nel 1841 fu costruito l'attuale campanile, anch'esso in pietra arenaria e terminante con un'alta cuspide. Sul retro della chiesa si trova, invece, un cimitero e un monumento alla guerra di liberazione iugoslava.
In un vicolo di Villa Decani è conservata una stele romana raffigurante due busti maschili, mentre poco al di fuori dell'abitato sono presenti mosaici e resti di abitazioni romane e alto-medievali, rinvenuti nel 1979.

## Società

### Evoluzione demografica
Nel 1906, sotto l'Impero Austro-ungarico, Villa Decani era comune autonomo e racchiudeva gli insediamenti di Acquaro (Potok), Antignano (Tinjan), Besovica (poi, in italiano, "Besovizza"), Bonini, Boscari (già Buškarji, ora Boškarji), Buzari (ora Bužarji), Cepinje, Cerej (nota in seguito, in italiano, come Cerei), Cernical (poi denominata "San Sergio", in sloveno Črni Kal), Covedo (Kubed), Cristoglie (Hrastovlje), Dolani, Dvori, Feranzan, Ficoni (ora Fikoni), Fornej (ora Žnidarji), Gračišče, Gregoriči, Karnica (ora Krnica), Kavaliči, Kocjančiči, Kortine (ora Kortina), Lonche (Loka), Manzinovaz (Cepki), Podpecchio (Podpeč), Prapoce (Prapreč, ora Praproče), Risano (Rižan, ora Rižana), Rosariol di sopra (Rožari pri Cerkvi), Rosariol di sotto (Rožari, ora Rožar), Santini di Rosariol (ora Šantini), S. Antonio (Sv. Anton), S. Domenica (Brižovec), Škofari (ora Škofarji), Stepani, Sustetti (Sušteti), Tomažiči, Turki, Vertine (ora Vrtine), Villadol (Dol, ora Dol pri Hrastovljah), Zanigrad e Zazid.

In quel periodo il comune contava 6.025 abitanti, di cui 888 risiedevano nella sede comunale, allora denominata Decani, Pasja Vas (in sloveno, letteralmente Villa Dei Cani) e abitata prevalentemente da cittadini di madrelingua slovena, come la maggior parte dei comuni dell'entroterra carsico di Trieste e dell'Istria settentrionale. Inoltre, a quel tempo, Villa Decani si estendeva per 70,63 km2 e comprendeva quasi interamente la valle del Risano, occupando più di un quinto dell'attuale territorio comunale di Capodistria.

## Corsi d'acqua
Fiume Risano (Rižana); torrente Martesin (Martežin)

## Alture principali
M.te delle Zare (Strzar), m 242; M.te Decani (Dekanski hrib), m 226; M.te Calvo (Goli Hrib), m 217; Castellier (Kaštelir), m 214